# Paranomada californica
Paranomada californica är en biart som beskrevs av Linsley 1945. Paranomada californica ingår i släktet Paranomada och familjen långtungebin. Inga underarter finns listade i Catalogue of Life.